# Історія Варанасі

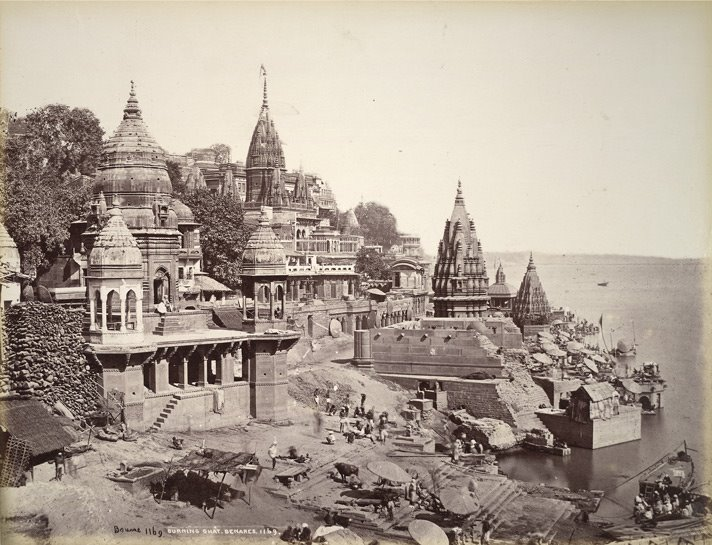
Манікарніка-гхат в Варанасі, 1860 рік

Історія Варанасі охоплює декілька тисячоліть. Точна дата заснування Варанасі невідома, але він вважається одним із найдавніших безперервно існуючих міст світу. В давнину Варанасі був відомий як Каші («Світоч» або «Місто божественного світла»), в період британського правління — як Бенарес (серед інших епітетів — «вічне місто», «місто тисячі храмів», «возсіяв», «велике місце кремації», «Ніколи не залишайте Шивою», «місце проживання Рудри» і «щасливий ліс»). Серед семи священних  Тіртха Індії Варанасі традиційно вважався найважливішим і шанованим  .
Здавна місто було великим центром паломництва (ядра) до священних вод Ганга, а також центром індуїстської культури, науки та освіти. Він вважався земної обителлю Шиви, куди бог разом зі своєю дружиною Парваті переселився з гори Кайлас (саме тому Каші був найшанованішим центром шиваїзму). Померлі в Варанасі отримували шанс здобуття мокші, тому в місто стікалися натовпи старих і хворих, що чекали тут смерті. Поступово обслуговування паломників, проведення Пуджу, бхаджан, обмивань і  кремацій перетворилися на найважливішу особливість суспільного життя Варанасі   .
Занепад Варанасі розпочалося період мусульманських завоювань (з XI століття), а потім продовжився в епоху  Делійського султанату (XIII—XVI століття) і  Могольськой імперії (XVI—XVII століття). З посиленням  держави маратхов (кінець XVII століття) у Варанасі почалося відродження індуїстської культури, династії маратхских правителів фінансували будівництво нових і відновлення старих храмів. У XVIII столітті утворилося князівство Варанасі, а в наступний період Британського Раджа місто зберігав статус важливого релігійного і торгового центру. У 1949 році князівство Варанасі увійшло до складу індійського штату Уттар-Прадеш. У незалежній Індії Варанасі продовжує грати роль найважливішого релігійного центру шиваїзму і шактизму (особливо шанується храм Каші Вішванатх, в якому зберігається один з 12 священних джьотірлінгамів) .